# Elita zabójców (powieść Lee Childa)
Elita zabójców (ang. Bad Luck and Trouble) – jedenasta powieść serii z Jackiem Reacherem, brytyjskiego pisarza Lee Childa, wydana w oryginale przez wydawnictwo Delacorte Press w Stanach Zjednoczonych oraz przez wydawnictwo Bantam Press w Wielkiej Brytanii w 2007 roku. Pierwsze polskie wydanie ukazało się nakładem wydawnictwa Albatros w lutym 2008 r. 

## Zarys fabuły
Jack Reacher otrzymuje zaszyfrowaną wiadomość pomagając w rozwikłaniu zagadkowych śmierci dawnych kolegów z żandarmerii.

## Informacje wydawnicze
Pierwsze polskie wydanie powieści zostało wydane przez wydawnictwo Albatros w lutym 2008 r. Kolejne wydania książki ze zmienionymi graficznie okładkami ukazały się kolejno w 2013, 2015, 2016 oraz 2020 r. Powieść została także wydana w formie e-booka w styczniu 2013 r.
| Informacje wydawnicze | Wydanie I         | Wydanie II        | Wydanie III       | Wydanie IV        | Wydanie V         |
| --------------------- | ----------------- | ----------------- | ----------------- | ----------------- | ----------------- |
| Wydawnictwo           | Albatros          | Albatros          | Albatros          | Albatros          | Albatros          |
| Tytuł                 | Elita zabójców    | Elita zabójców    | Elita zabójców    | Elita zabójców    | Elita zabójców    |
| ISBN                  | 978-83-7359-641-2 | 978-83-7659-939-7 | 978-83-7885-496-8 | 978-83-7985-704-3 | 978-83-8125-837-1 |
| Data wydania          | luty 2008         | styczeń 2013      | 21 stycznia 2015  | 8 stycznia 2016   | 5 czerwca 2020    |
| Liczba stron          | 432               | 480               | 432               | 432               | 432               |
| Oprawa                | miękka            | miękka            | miękka            | miękka            | miękka            |
| Wymiary [mm]          | bd.               | bd.               | 125x195           | 125x195           | 125x195           |